# Katterbach (Beieren)
Katterbach is een plaats in de Duitse gemeente Ansbach, deelstaat Beieren.